# 前田直作
前田 直作（まえだ なおなり、寛永19年2月2日（1642年3月2日） - 元禄2年4月9日（1689年5月27日））は、江戸時代前期の加賀藩の加賀八家筆頭前田土佐守家の3代当主。父は土佐守家2代・前田直之。母は直之正室・国（小幡氏）。子は4代・前田直堅、本多政質室。通称備後。
延宝7年（1679年）付けの知行充行状が現存する。貞享3年（1686年）、藩主前田綱紀が加賀八家の制を制定すると同時にこの筆頭となり人持組頭に就任した。